# Воскресенский, Александр Георгиевич
Александр Георгиевич Воскресенский (6 сентября 1875, Павловский Посад, Московская губерния — 23 февраля 1950, Москва) — священнослужитель Русской православной церкви, протоиерей. С 1930 по 1949 год — настоятель Храма Иоанна Воина на Якиманке в Москве. Один из известных и авторитетных московских священнослужителей первой половины XX века.

## Биография
Александр Георгиевич Воскресенский родился 6 сентября 1875 года в подмосковном городке Павловский Посад в доме рядом с Воскресенским собором , в котором много лет прослужили его отец диакон (с 1867 г) Георгий Иоаннович Воскресенский и дед пономарь Иоанн Козмич Воскресенский (ум. 1867). Мать о. Александра, Зоя Васильевна Смирнова (1854—1934) вела свою родословную от древнего священнического рода, восходящего к греческим корням времен Крещения Святой Руси.
В середине 1880-х годов родители расстаются с Александром, и отец везет его в Москву, в духовное училище при Донском монастыре. После училища он поступает в Московскую духовную семинарию. По окончании курса в семинарии по I разряду началась сдача вступительных экзаменов в Московскую духовную академию. Но в разгар экзаменационной сессии Александр получил известие о кончине отца (1896). Пришлось оставить мысли о продолжении образования и принять определение в Епархиальное ведомство с назначением надзирателем в Коломенское духовное училище (с марта 1896 по январь 1898).
Здесь, в Коломне, он встретил свою будущую жену Екатерину Вениаминовну Соколову (1880—1956), также происходившую из потомственной священнической семьи, у которой и отец иерей Вениамин Яковлевич Соколов, и дедушка протоиерей Григорий Иоаннович Горетовский(1816—1904) в разное время служили в храме святого Иоанна Златоуста, причем дедушка прослужил в общей сложности около 70-ти лет, и после замужества внучки, место его в храме занял Александр Георгиевич Воскресенский.

Александр Георгиевич был рукоположен в священники (январь 1898) и определен к Храму Иоанна Златоуста в селе Новлянском Бронницкого уезда, где служил с 1898 по 1903.

Воскресенский Александр Георгиевич в 1904 г, Павловский Посад

 Далее служба проходила на его родине, куда он был приглашен прихожанами в Церковь Святителя Николая в Павловском Посаде (1903—1921), только что построенную при местной станции Павлово , при которой он организовал церковно-приходскую школу, и в дальнейшем активно способствовал строительству отдельного большого здания школы с церковью при ней (1914). В этот период своей деятельности молодой священник принимал самое активное участие в общественной и в культурной жизни города. Он организовал: Общество трезвости и был выбран его первым председателем, Общество Белой Ромашки (общество помощи больным туберкулезом и солидарности с больными) . Организовал строительство Реального училища, где в дальнейшем сам преподавал.

В семье о. Александра родилось 8 детей, однако двое умерли в раннем возрасте, осталось шестеро: дочери София (1899—1915), Таисия (1902—1968) и сыновья: Георгий (Юрий) (1900—1955), Вениамин (1905—1935), Сергий (1907—1933) и младший Леонид (1913—1965). Подрастая, мальчики помогали о. Александру при богослужении в алтаре.

Семья Воскресенского Александра Георгиевича в 1923 г.

Совершившаяся революция и начавшиеся в 1919 −1921 гонения на Церковь (многочисленные аресты и расстрелы духовенства, закрытия церквей и монастырей) привели к закрытию Храма и снятию крестов с куполов, фабричные рабочие потребовали устроить себе в нем клуб. Отец Александр был арестован, однако через несколько дней освобожден. Храм к этому времени был закрыт, служить ему стало негде. Опасаясь дальнейших репрессий, он спешно покидает свой дом (просто заперев дверь, оставив там почти все свое имущество), и уезжает в село Ставрово на служение (1921—1922) в храме Живоначальной Троицы , который также был вскоре закрыт властями в 1922 г. Повзрослевшие дети к тому времени переселились в Москву, чтобы найти возможность получить дальнейшее образование и работу. Из села Ставрово Воскресенские уехали в Москву по приглашению. Патриарх Тихон по просьбе прихожан перевел о. Александра в московский храм Успения Пресвятой Богородицы в Кожевниках. Прослужив там в 1923—1927 годы, он был вынужден покинуть его по причине закрытия местными властями в 1927 г.
И теперь он направлялся опять к новому месту служения (1927—1930) в замоскворецкий Храм преподобного Марона, пустынника Сирийского, где прихожан храма только что постигла тяжелая утрата — кончина настоятеля, о. Николая Синьковского. Отец Александр был выбран приходским собранием (17 ноября 1927) новым настоятелем и утвержден на должности (8 декабря 1927). Однако и этот храм в первой половине 1930 года был закрыт, а о. Александр переведен в соседний с ним Храм святого мученика Иоанна Воина, что на Большой Якиманке, напротив Французского посольства. И там проходила его служба почти 20 лет (1930—1949) до самой кончины. За время своей многолетней службы протоиерей о. Александр Воскресенский был удостоен всеми богослужебными и иерархическими наградами, установленными для иереев. В знак признания его заслуг перед Церковью, на праздновании 50-летия его священнической деятельности торжественную службу в Храме Иоанна Воина отслужил Святейший Патриарх Алексий I.
Умер он 23 февраля 1950-г в преклонном возрасте от сердечной недостаточности. Отпевание состоялось в Храме Иоанна Воина, проститься с ним пришли тысячи прихожан и многие служители церкви, движение по Большой Якиманке было перекрыто. 25 февраля для прощания с о. Александром приехал Святейший Патриарх Алексий I, сказавший о нем: «Ушел мой последний молитвенник…». Похоронен в Москве на Введенском кладбище (участок 12).
О более чем 50-летней священнической деятельности о. Александра написано несколько книг (биографических и воспоминания), где отмечено с каким благоговением и благодарностью относились к нему прихожане, и какую высокую репутацию он имел у деятелей церкви, которые знали его. Высокого мнения о его душевных и нравственных качествах в деле служения Церкви были многие известные деятели Русской Православной Церкви (многочисленные документальные свидетельства тому приведены в упоминаемых ниже книгах).
Среди воспитанников и духовных сыновей о. Александра были многие, ставшие в дальнейшем видными деятелями Церкви. Советские власти по всей стране запретили (с 1920-х по 1949) деятельность духовных образовательных учреждений Церкви (училищ, семинарий, академий), и о. Александр, в заботе о преемственности священнической деятельности, взял на себя обучение и подготовку трех молодых людей для сдачи экстерном экзамена, необходимого для посвящения:
- архимандрит Псково-Печерского монастыря Иоанн, в миру Иван Михайлович Крестьянкин, он же и отслужил первую панихиду по о. Александру в храме в 1950,
- протоиерей-старец Василий Серебренников[19],
- митрополит Волоколамский и Юрьевский Питирим (Нечаев), служивший несколько лет под его началом в начале 1940-х годов в храме Иоанна Воина алтарником,

В конце 1920-х и 1930-х годах в Москву стали возвращаться из ссылок осужденные священники, которым было запрещено служить в церкви, лишенные всех прав. В условиях распространявшегося в Москве обновленчества и сокращения прежнего духовенства, в результате массовых арестов и закрытий храмов, многие возвращающиеся потянулись к о. Александру, который принимал и исповедовал этих священников. Среди таких, вернувшихся из ссылок были:
- архиепископ Ярославский и Ростовский Димитрий (Градусов),
- архиепископ Филипп (Ставицкий)

У о. Александра Воскресенского окормлялись также московские протоиереи:
- протоиерей Федор Шебалин[21] , настоятель Храм Тихвинской иконы Божией Матери в Сущёве,
- протоиерей Александр Толгский[22] из храма Илии Обыденного,
- благочинный о. Стефан Марков[23], служивший в Храме Адриана и Наталии, затем у мученика Трифона,
- и многие, многие другие …

## Семья
Жена — Екатерина Вениаминовна Воскресенская (Соколова) (1880—1956), окончила Московское епархиа́льное Филаре́товское училище со званием «домашняя учительница».
Дочери:
- София (1899—1915), окончила гимназию с золотой медалью, умерла в 16 лет от скоротечной формы туберкулеза,
- Таисия (1902—1968), воспитательница в Первом вспомогательном Институте для умственно-отсталых детей (располагался в одном из зданий принадлежавшем католическому храму Петра и Павла в Москве). Интересно, что пригласили ее на работу врачи, ставшие в дальнейшем известными деятелями Церкви: врач-психолог Борис Холчев (будущий архимандрит Борис) и врач-психоневролог Сергей Никитин (будущий епископ Стефан, епископ Можайский).

Сыновья:
- Георгий (Юрий) (1900—1955), инженер завода «Манометр», с 1946 г. — регент в храмах: Церковь Иоанна Воина на Якиманке, Церковь Арха́нгела Гаврии́ла на Чи́стых пруда́х (Ме́ншикова ба́шня) и Храм Петра и Павла в Лефортово. Почитатель и последователь стиля и репертуара Синодального хора Успенского собора времен управления им регентом Н. М. Данилиным.
- Вениамин (1905—1935) инженер-технолог Московского вагоноремонтного завода им. Войтовича,
- Сергий (1907—1933), инженер-механик завода «Манометр»,
- Леонид (1913—1965), ставший видным советским учёным-испытателем ракетной техники, одним из ближайших соратников С. П. Королёва.

## Награды
Богослужебные награды
- Набедренник (1907)[24]
- Фиолетовая бархатная скуфья (1913)[25]
- Фиолетовая Камилавка (1919)[26]
- Наперсный крест (25 марта 1927)[27]
- посвящен в протоиереи (2 июня 1929)
- Палица (12 авг. 1929)[28]
- Крест с украшениями (24 мая 1929)[29]
- Право служения Божественной литургии с отверстыми Царскими вратами до Херувимской песни (25 февр. 1938)[30]
- Право служения Божественной литургии с отверстыми Царскими вратами до «Отче наш»[31]
- Митра (возложена 6 мая 1930, с правом служения в митре с 6 сент. 1930)[32]. Эту зеленую восьмигранную митру после кончины о. Александра принял в дар на память о нем Святейший Патриарх Алексий I, далее она перешла к митрополиту Питириму(духовному сыну и алтарнику о. Александра в 1940-е годы), а после его кончины — передана в Храм преподобного Марона, где о. Александр был настоятелем в 1927—1930 годы.
- Право ношения второго наперсного креста с украшениями (1948)[33].
- Патриарший наперсный крест (1948)[34]

Светские награды
- Медаль «За оборону Москвы». За масштабный сбор пожертвований верующих во время ВОВ на создание танковой колонны «Димитрий Донской»[35]